# Giro di Toscana 1952
Il Giro di Toscana 1952, ventiseiesima edizione della corsa, si svolse il 30 marzo 1952 su un percorso di 296 km. La vittoria fu appannaggio dell'italiano Rinaldo Moresco, che completò il percorso in 8h33'44", precedendo i connazionali Franco Giacchero e Angelo Conterno.
I corridori che presero il via da Firenze furono 105, mentre coloro che tagliarono il medesimo traguardo furono 37.

## Ordine d'arrivo (Top 10)
| Pos. | Corridore          | Squadra         | Tempo    |
| ---- | ------------------ | --------------- | -------- |
| 1    | Rinaldo Moresco    | Arbos           | 8h33'44" |
| 2    | Franco Giacchero   | Bianchi-Pirelli | s.t.     |
| 3    | Angelo Conterno    | Fréjus          | s.t.     |
| 4    | Nedo Logli         | Welter          | s.t.     |
| 5    | Giovanni Pettinati | Benotto         | s.t.     |
| 6    | Mario Baroni       | Ganna           | s.t.     |
| 7    | Attilio Lambertini | Arbos           | s.t.     |
| 8    | Armando Barducci   | Fréjus          | s.t.     |
| 9    | Lido Sartini       | Benotto         | s.t.     |
| 10   | Luciano Maggini    | Atala           | a 1'57"  |